# Laguerre-Samuelson-Ungleichung
Die Laguerre-Samuelson-Ungleichung, auch nur Samuelson-Ungleichung genannt, ist eine Ungleichung aus der beschreibenden Statistik. Sie gibt an, um wie viele empirische Standardabweichungen eine einzelne Beobachtung maximal vom arithmetischen Mittel aller Beobachtungen abweichen kann. Sie ist benannt nach dem amerikanischen Wirtschaftswissenschaftler Paul Samuelson, der sie im Jahre 1968 beschrieb. Vor ihm hat sie aber bereits der französische Mathematiker Edmond Laguerre im Jahr 1880 im Zusammenhang mit der Größenabschätzung der Nullstellen von Polynomen gefunden.

## Samuelsons Ungleichung
Für einen Datensatz {\displaystyle (x_{1},\ldots ,x_{n})\in \mathbb {R} ^{n}} sei
{\displaystyle {\bar {x}}={\frac {1}{n}}\sum _{i=1}^{n}x_{i}}
das arithmetische Mittel und
{\displaystyle {\tilde {s}}={\sqrt {{\frac {1}{n}}\sum _{i=1}^{n}(x_{i}-{\bar {x}})^{2}}}}
die empirische Standardabweichung (hier im Unterschied zur sonst üblichen Variante {\displaystyle \textstyle s={\sqrt {{\frac {1}{n-1}}\sum _{i=1}^{n}(x_{i}-{\bar {x}})^{2}}}} mit {\displaystyle {\tilde {s}}} bezeichnet).
Dann gilt:
{\displaystyle |x_{j}-{\bar {x}}|\leq {\sqrt {n-1}}\,{\tilde {s}}}
für jede Einzelbeobachtung {\displaystyle x_{j},\ j=1,\ldots ,n}.
Die Ungleichung ist scharf in dem Sinne, dass die rechte Seite ohne zusätzliche Annahmen über die Verteilung der Daten nicht verbessert werden kann.

## Arnolds Beweis von Samuelsons Ungleichung
Im Jahre 1974 veröffentlichte Barry C. Arnold einen einfachen Beweis der Ungleichung, der sich auf die Cauchy-Schwarzsche Ungleichung stützt:
Sei {\displaystyle j\in \{1,2,\ldots ,n\}} beliebig aber fest gewählt, und {\displaystyle {\vec {a}}={\begin{pmatrix}x_{1}-{\bar {x}}\\\vdots \\x_{n}-{\bar {x}}\end{pmatrix}}_{i\neq j}\in \mathbb {R} ^{n-1},\ {\vec {b}}={\begin{pmatrix}1\\\vdots \\1\end{pmatrix}}\in \mathbb {R} ^{n-1}}.
Wendet man auf {\displaystyle {\vec {a}}} und {\displaystyle {\vec {b}}} die Cauchy-Schwarzsche Ungleichung {\displaystyle ({\vec {a}}^{T}{\vec {b}})^{2}\leq |{\vec {a}}|^{2}\cdot |{\vec {b}}|^{2}} mit dem Standardskalarprodukt
an, so folgt
{\displaystyle \left(\sum _{i\neq j}(x_{i}-{\bar {x}})\right)^{2}\leq \sum _{i\neq j}(x_{i}-{\bar {x}})^{2}\cdot (n-1)}
und daraus
{\displaystyle \left(\sum _{i=1}^{n}(x_{i}-{\bar {x}})\ -(x_{j}-{\bar {x}})\right)^{2}\leq (n-1)\left(\sum _{i=1}^{n}(x_{i}-{\bar {x}})^{2}\ -(x_{j}-{\bar {x}})^{2}\right).}
Die erste Summe auf der linken Seite ist 0, daher
{\displaystyle (x_{j}-{\bar {x}})^{2}\leq (n-1)\sum _{i=1}^{n}(x_{i}-{\bar {x}})^{2}\ -(n-1)(x_{j}-{\bar {x}})^{2}}
und
{\displaystyle n(x_{j}-{\bar {x}})^{2}\leq (n-1)\sum _{i=1}^{n}(x_{i}-{\bar {x}})^{2}.}
Division durch {\displaystyle n} liefert
{\displaystyle (x_{j}-{\bar {x}})^{2}\leq (n-1)\cdot {\frac {1}{n}}\sum _{i=1}^{n}(x_{i}-{\bar {x}})^{2}=(n-1){\tilde {s}}^{2}.}
Wurzelziehen auf beiden Seiten schließt den Beweis ab.
Gleichheit in Samuelsons Ungleichung tritt für ein {\displaystyle x_{j}} genau dann ein, wenn die anderen {\displaystyle n-1} Daten einander gleich sind und {\displaystyle x_{j}} als einziges davon verschieden.
Beispiel
Für den Datensatz {\displaystyle (2,2,2,2,7)} mit {\displaystyle n=5} berechnet man {\displaystyle {\bar {x}}=3} und {\displaystyle {\tilde {s}}=2}. Für den fünften Wert gilt dann
{\displaystyle |x_{5}-{\bar {x}}|=|7-3|=4={\sqrt {n-1}}\,{\tilde {s}},}
in der Ungleichung herrscht also Gleichheit.

## Laguerres Ungleichung
Im Jahr 1880 veröffentlichte Laguerre folgenden Satz über die Abschätzung der Nullstellen von Polynomen: Ist
{\displaystyle p(x)=x^{n}+a_{1}x^{n-1}+a_{2}x^{n-2}+\ldots +a_{n}}
ein Polynom mit {\displaystyle n} (nicht notwendig verschiedenen) reellen Nullstellen {\displaystyle x_{1},x_{2},\ldots ,x_{n}}, so genügen die Nullstellen folgender Ungleichung:
{\displaystyle -{\frac {a_{1}}{n}}-{\sqrt {n-1}}\,b\leq x_{j}\leq -{\frac {a_{1}}{n}}+{\sqrt {n-1}}\,b}
mit
{\displaystyle b={\frac {1}{n}}{\sqrt {(n-1)a_{1}^{2}-2na_{2}}}.}
Diese Abschätzung ist Samuelsons Ungleichung, nur mit anderen Bezeichnungen. Dazu faktorisiert man das Polynom zu
{\displaystyle p(x)=(x-x_{1})\cdot (x-x_{2})\cdot \ldots \cdot (x-x_{n})}
und multipliziert aus:
{\displaystyle p(x)=x^{n}-\left(\sum _{i=1}^{n}x_{i}\right)x^{n-1}+\left(\sum _{i<j}x_{i}x_{j}\right)x^{n-2}+\ldots }
Koeffizientenvergleich mit der ursprünglichen Form liefert
{\displaystyle a_{1}=-\sum _{i=1}^{n}x_{i}} und {\displaystyle a_{2}=\sum _{i<j}x_{i}x_{j}.}
Damit ist der Term {\displaystyle -{\frac {a_{1}}{n}}} in Laguerres Ungleichung gleich {\displaystyle {\bar {x}}}, und eine etwas längere aber elementare Rechnung zeigt {\displaystyle b={\tilde {s}}}.

## Vergleich mit Tschebyscheffs Ungleichung
Tschebyscheffs Ungleichung ist eine Ungleichung aus der Wahrscheinlichkeitsrechnung über eine Zufallsvariable {\displaystyle X} mit Erwartungswert {\displaystyle \mu } und Standardabweichung {\displaystyle \sigma } und lautet
{\displaystyle \operatorname {P} \left(|X-\mu |\leq k\sigma \right)\geq 1-{\frac {1}{k^{2}}}}
Um Vergleichbarkeit mit Samuelsons Ungleichung herzustellen, wählt man für {\displaystyle X} die diskrete gleichverteilte Zufallsvariable, die die Werte {\displaystyle x_{j}} mit Wahrscheinlichkeiten
{\displaystyle \operatorname {P} (X=x_{j})={\tfrac {1}{n}},\ j=1,\ldots ,n,} annimmt. Dann ist
{\displaystyle \mu =\operatorname {E} (X)={\bar {x}}}
und
{\displaystyle \sigma ^{2}=\operatorname {Var} (X)={\tilde {s}}^{2}.}
Tschebyscheffs Ungleichung lautet dann
{\displaystyle \operatorname {P} \left(|X-{\bar {x}}|\leq k{\tilde {s}}\right)\geq 1-{\frac {1}{k^{2}}}}
Sie macht eine Aussage über den Anteil der Daten, die innerhalb eines symmetrisch zu {\displaystyle {\bar {x}}} gelegenen Intervalls liegen, und zwar unabhängig von der Größe des Datensatzes, während Samuelsons Ungleichung besagt, dass alle Werte eines
{\displaystyle n}-elementigen Datensatzes innerhalb von {\displaystyle {\sqrt {n-1}}} Standardabweichungen um {\displaystyle {\bar {x}}} liegen, die Aussage wird mit wachsendem {\displaystyle n} also immer ungenauer.
Beispiel
Für einen Datensatz mit {\displaystyle n=1000} Werten sagt Tschebyscheff, dass mindestens 99 % der Werte innerhalb von 10 Standardabweichungen um den Mittelwert liegen, dagegen Samuelson, dass alle Werte innerhalb von 31,6070 Standardabweichungen um den Mittelwert liegen. Der Preis für das Erfassen aller Werte ist also der viel schlechtere Faktor bei der Standardabweichung.